# 愛のまま
「愛のまま」（あいのまま）は、2024年1月3日にデジタルリリースされた花譜×岸田繁の楽曲である。「組曲」の第15弾、最終作である。
本作は2024年3月22日にリリースされたアルバム『組曲』にも収録された。

## 概要
「組曲」は花譜がリアルのアーティストやコンポーザーとコラボレーションする企画である。
作詞は花譜と岸田繁の共作、作曲および編曲はくるりの岸田繁による。歌唱は花譜のみが行う。
また、プログラミングとギターも岸田繁により、ベースは同じくくるりの佐藤征史、ドラムとパーカッションは石若駿による。ミックスは perodesu studio により、レコーディング・エンジニアは濱野泰政、齋藤明日香、齊藤裕也、ミックスエンジニアはIZU STUDIOの濱野泰政が担当した。

## 背景
本作品は花譜の10代最後の曲をテーマとしており、10代を振り返る楽曲となっている。また、大切な人との別れや、新しいステージに向かう期待と不安、これまでの道程への憧憬などが込められたバラード曲となっている。
花譜自身、くるりの曲が本当に好きで、2023年にプライベートで一番聴いたアーティストだと語っている。花譜はUQ mobileのWebムービー（CM）にて、くるりの「言葉はさんかく こころは四角」をカバーしている。
岸田が花譜にどんな曲にしたいか尋ねた際、花譜は「陽の光を感じるような曲がいい」としか言えなかったが、それだけで岸田は「もう作れる」と言い、メロディを作り始めた。本作品は、花譜自身が歌詞を書いている。岸田とも何度かやり取りをし、インパクトのある言葉遣いに変えたり、改善点などのアドバイスをもらいつつ、花譜自身のイメージを言葉にして制作された。例えば、花譜が「飛び込めばわかるって抱きしめたメロディ」と書いたフレーズは、岸田により「飛び込めば掴めそうなメロディ」という歌詞となった。
歌詞は、自分の中にある大切な記憶とリンクしている、夕方をイメージして作詞された。また、子供にとっては帰る時間である夕方は、成長とともにその意味合いが薄れ、そう感じるたびに時を重ね大人になったことを実感させる象徴となっている。

## ライブでの演奏
本楽曲は2024年11月3日に開催された『花譜 4th ONE-MAN LIVE「怪歌(再)」』にて演奏された。7曲目に演奏され、新衣装「雷鳥（改）」でパフォーマンスされた。

## 評価
岸田は花譜の歌声について、とても綺麗で、リード・ヴォーカルだけでなく随所に散りばめたヴォーカル・ハーモニーもたおやかに楽曲を包み込んでいると評している。
ネットメディア「KAI-YOU」では、2024年のVTuber名曲10選の1つとして本作品が選ばれた。ライターの草野虹は、花譜の楽曲の中でもかなりしっとりとしていて、歌謡曲らしいメロディやストリングスが特徴的であると評した。また、その繊細な歌声が、柔らかなストリングスともマッチすると述べている。
ズーカラデルの吉田崇展は、この曲があまりに良い曲だと評し、大好きな曲だと語っている。その歌の表現は真に花譜にしかできない迫力で、初めて聴いたときに頭を抱えたと語っている。